# Консультативний комітет
Консультати́вний коміте́т (англ. Advisory board) — орган, що консультує керівництво корпорації але не має повноважень голосувати з корпоративних питань. Зазвичай група зовнішніх експертів від трьох до шести чоловік, яких підприємці наймають для регулярних порад і рекомендацій керівництву. Багато невеликих компаній використовують консультативну раду замість ради директорів зі сторонніми особами, щоб уникнути відповідальності.